# Quest for Fire
Quest for Fire es el segundo álbum de estudio del productor discográfico y DJ estadounidense Skrillex, publicado el 17 de febrero de 2023 a través de Owsla y Atlantic Records. Sigue a su álbum de 2014, Recess, y fue precedido por los sencillos «Rumble» (con Fred Again y Flowdan), «Leave Me Like This» (con Bobby Raps) y «Xena» (con Nai Barghouti). También incluye colaboraciones con Aluna, Eli Keszler, Pete Wentz, Starrah, Swae Lee, Noisia, Dylan Brady, Four Tet, Missy Elliott, Mr. Oizo, Porter Robinson y Bibi Bourelly.
Skrillex lanzó su tercer álbum, Don't Get Too Close, el 18 de febrero, un día después de Quest for Fire.

## Promoción
El álbum fue anunciado por primera vez cuando Skrillex subió un vídeo titulado «QFF/DGTC 23» a través de sus redes sociales el 1 de enero de 2023. Tras el lanzamiento de tres singles a lo largo de enero y principios de febrero, Skrillex anunció el álbum el 11 de febrero de 2023, subiendo también un DJ set de temas modificados del álbum grabados en su sótano en su canal de YouTube el mismo día.

### Sencillos
Además de incluir el anunciado sencillo principal «Rumble» (con Fred Again y Flowdan), así como los posteriores sencillos de 2023: «Leave Me Like This» (con Bobby Raps) y «Xena» (con Nai Barghouti), la lista de canciones incluye los sencillos de 2021 de Skrillex: «Butterflies» (con Starrah y Four Tet), una remezcla de «Too Bizarre» (con Swae Lee y Siiickbrain) y «Supersonic (My Existence)» (con Noisia, Josh Pan y Dylan Brady). «Ratata», con Missy Elliott y Mr. Oizo, se lanzará como sencillo; incluye una interpolación de la canción de Elliott de 2002 «Work It».